# Tideu
|  | Per a altres significats, vegeu «Tideu (desambiguació)». |

Segons la mitologia grega, Tideu (en grec antic Τυδεύς), va ser un heroi, fill d'Eneu i de Peribea. Sobre el matrimoni d'Eneu i Peribea hi havia diverses tradicions. Una deia que la jove havia estat seduïda per Eneu i, abans que ell s'hi casés, va ser lliurada a uns porquerols, entre els quals va créixer el jove Tideu. De vegades es deia que Eneu, per ordre de Zeus, havia estimat la seva pròpia filla Gorge, i que Tideu era fruit d'aquesta relació. Tideu és el pare de Diomedes.
Quan va arribar a l'edat adulta Tideu va cometre un assassinat. Segons uns autors, el mort va ser el germà d'Eneu, Alcàtous, o segons d'altres, els nou fills de Melas que havien preparat un complot per enderrocar Eneu. O fins i tot es deia que havia mort el seu germà Olènias. Una altra versió deia que havia mort els seus cosins durant una cacera i fou expulsat de Calidó.
Per alguna d'aquestes causes, Tideu va haver d'abandonar el país, i després d'errar per Grècia, va arribar a la cort d'Adrast, a Argos, i li demanà que el purifiqués, al mateix temps que hi arribava Polinices, expulsat de Tebes. Adrast, el va purificar, i seguint un vell oracle, el va casar amb la seva filla Deípile, mentre que a Polinices el va casar amb una altra filla, Argia. Adrast va prometre als seus dos gendres que els retornaria els seus regnes. Així va convèncer Tideu perquè participés en l'expedició del Set cabdills, que volien restituir Polinices al tron de Tebes.
Tideu va ser enviat com a ambaixador a Tebes, però Etèocles es va negar a escoltar-lo. Per posar a prova els tebans, Tideu els desafia individualment a un combat singular, i els mata un rere l'altre. En retirar-se, els tebans li van parar una emboscada. Uns cinquanta homes es van llençar contra ell, i els va matar a tots, excepte Mèon, a qui l'heroi va perdonar. Però una tradició obscura parla de la ferocitat de Tideu. Pel que es veu, Ismene, germana d'Etèocles, estimava un jove tebà, Teoclimen, i es van citar fora de la ciutat, prop d'una font. Instigat per Atena, Tideu va espiar els enamorats. Teoclimen es va poder escapar, però Ismene va caure presonera. La noia va intentar que Tideu tingués compassió d'ella, però l'heroi la matà.
En la batalla final davant de les portes de la ciutat, va ser ferit al ventre per Melanip, però, encara que estava ferit mortalment, va matar el seu adversari. La deessa Atena, protectora de Tideu, volia concedir-li la immortalitat, que havia aconseguit per a ell de Zeus, però Amfiarau, que no havia perdonat a Tideu l'haver organitzat l'expedició en la qual ell mateix havia de morir, va veure la intenció de la deessa, va tallar el cap de Melanip i el portà a Tideu. Aleshores, Tideu el va obrir i es menjà el cervell del seu enemic abans d'expirar. Atena, horroritzada davant d'aquell acte, va decidir privar Tideu de la immortalitat.
El cos de Tideu va ser enterrat per Mèon, que es mostrà agraït per no haver-lo mort en la lluita davant la ciutat. Una altra tradició deia que els atenesos de Teseu es van endur el cos i el van enterrar a Eleusis.